# Montericco
Montericco (Muntréch in dialetto reggiano) è una frazione del comune di Albinea, in provincia di Reggio Emilia.

## Geografia
Montericco sorge sulle prime colline reggiane, in posizione panoramica sulla pianura Padana, a 2 km a sud est del capoluogo comunale Albinea. La frazione, formata da una serie di piccoli nuclei sparsi, è composta dalle località di Castello, Chiesa, La Russia, La Scaparra, La Vitala e San Geminiano. 
Sino agli anni sessanta la frazione includeva anche tutti i territori a nord della SP 37 "Pedemontana" sino al confine comunale con Reggio Emilia.

## Storia
Nel X secolo il castello di Montericco era di proprietà del vescovo di Reggio, mentre nel 1243 fu conquistato dai Fogliani. Nelle decime del 1302 la chiesa locale, chiamata San Martino di Bazzano, risultava dipendente dalla Pieve di Albinea. Nel 1367 il castello di Montericco fu assegnato ai Manfredi. Nel 1506 fu nominato chierico della parrocchia Ludovico Ariosto.

## Monumenti e luoghi d'interesse

### Architetture religiose
- Chiesa di Santa Maria dell'Oliveto, millenaria, già sede parrocchiale con ex convento adibito a struttura sanitaria (hospice)
- Oratorio di San Geminiano (di epoca matildica)
- Chiesa della Beata Vergine Immacolata di Lourdes, in stile neogotico, fu costruita tra il 1896 ed il 1898 su progetto dell'architetto Carlo Barbieri.

### Architetture civili
- Villa Tacoli

### Architetture militari
- Castello di Montericco, la cui esistenza è attestata sin dal X secolo. L'attuale fabbricato, restaurato nel 1927, risale al XIV secolo[2].

## Gastronomia
Gode di un particolare microclima, particolarmente temperato rispetto alle colline circostanti, grazie al quale primeggiano le colture frutticole, vitivinicole e le pregiate produzioni che ne derivano: Lambrusco Reggiano e Aceto balsamico tradizionale di Reggio Emilia. Il paese è famoso presso gli appassionati di vini poiché dal toponimo prende il nome un particolare clone di Lambrusco a maturazione tardiva. La denominazione fa parte della Doc "Reggiano". Il Lambrusco di Montericco è un vino rosso frizzante di colore rubino intenso, fresco e poco alcolico.

## Curiosità
Nella zona, grazie alle citate particolari condizioni climatiche si possono inoltre ammirare ulivi impiantati nel diciassettesimo secolo dalle parrocchie di città, che qui possedevano orti e poderi, non tanto per uso alimentare, infatti la maturazione del frutto è tardiva e di scarsa qualità, quanto per produrre olio per le lampade votive.

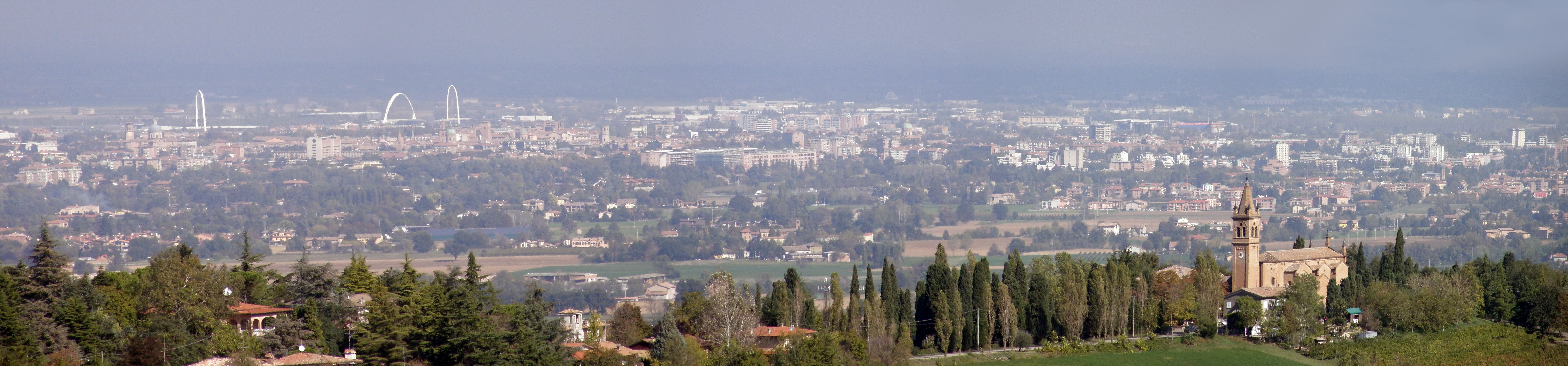
Panorama con la chiesa di Montericco e Reggio Emilia sullo sfondo